# Cerânganul, Mehedinți
Cerânganul este un sat în comuna Stângăceaua din județul Mehedinți, Oltenia, România.